# Pamphilosz (filozófus)
Pamphilosz (Kr. e. 5. század) görög filozófus.
Életéről mindössze annyit tudunk, hogy Platón tanítványa és Epikurosz mestere volt. Diogenész Laertiosz által említett néhány munkája még töredékesen sem maradt fenn.